# Mándy Stefánia
Mándy Stefánia (Budapest, 1918. november 5. – Budapest, 2001. július 7.) költő, műfordító, művészettörténész.

## Élete
1936–1941 között a Pázmány Péter Tudományegyetem hallgatója volt és bölcsészdoktori diplomát szerzett. Költőként a Szép Szónál indult. 1944-ben Auschwitzba deportálták. 1945–1949 között a Pázmány Péter Tudományegyetem Bölcsészettudományi Kar pedagógiai tanszékének megbízott előadója volt. Az Újhold (folyóirat) és a Válasz közölte verseit. Az 1950-es években kizárták az Írószövetségből, melynek megalapításában korábban komoly szerepe volt[forrás?]. 1989-ben rehabilitálták. 1949-től fordított, 1963-tól művészettörténeti írásokat és gyermekverseket is publikált. Versei 1948–1989 között csak külföldön jelenhettek meg. 1945–1949 között, valamint az 1960-as években előadásokat tartott az Európai Iskola művészeiről, Moholy-Nagy László és Kassák Lajos művészetéről, illetve modern magyar képzőművészeti egyéni és csoportkiállításokat rendezett és nyitott meg.

## Családja
Szülei dr. Mándy (Mandel) István (1884–1945) ügyész és Temesváry Blanka. Nagybátyja Temesváry Miklós egyetemi magántanár.
Apai nagyszülei dr. Mandel Sámuel és Kempner Adrienne (1853–1943), anyai nagyszülei dr. Temesváry Rezső (1864–1944) szülész-nőgyógyász, igazgató főorvos és Galitzenstein Laura (1868–1941) voltak.
Férje Tábor Béla filozófus volt 1945-től. Gyermekei; Tábor Ádám (1947) és Tábor Eszter (1952), mindketten írók, költők.

## Díjai, elismerései
- A Móra Könyvkiadó Nívódíja (1965)
- IRAT-nívódíj (1993)
- A Magyar Köztársasági Érdemrend kiskeresztje (1994)
- József Attila-díj (2001)

## Művei
- 1941 A lélek lép, lebben sután (versek)
- 1941 A gyermek a magyar regényirodalomban (tanulmány)
- 1946 Széljegyzet Picassóhoz (tanulmány)
- 1963 Az Európai Iskola és előzményei (tanulmány)
- 1964 Ikrek könyve (gyermekversek)
- 1964 Vajda Lajos (kismonográfia)
- 1965 A cinóberpiros madár (gyermekversek)
- 1967 Bálint (könyv, franciául)
- 1968 Anna Margit (tanulmány)
- 1969 Vajda Júlia (tanulmány)
- 1970 A kés, a kéz, a hal (versek, Párizs)
- 1973 Vajda Lajos-mappa (előszó)
- 1979 Eszterlánci tánc (gyermekversek)
- 1979 Jakovits József szobrairól (tanulmány)
- 1979 Mindenki lót, mindenki fut (gyermekversek)
- 1980 Vajda Júlia útja (tanulmány)
- 1982 Itt és most (tanulmány)
- 1983 Vajda Lajos (nagymonográfia)
- 1987 Ország Lili és a nyugati fal (tanulmány)
- 1987 Én-Te-Szó. Ferdinand Ebner Pneumatológiai Töredékeiről (tanulmány)
- 1987 Játékzivatar (gyermekversek)
- 1989 Mértéktan és szivárványtanítás. Az esztétikum Szabó Lajos prizmatikájában (tanulmány)
- 1990 A természet rejtett arca. Száz éve született Kállai Ernő (tanulmány)
- 1991 Kassák az utolsó öt évben (tanulmány)
- 1992 Az ellopott történelem. Versek 1944–1992
- 1995 Mozaikrészecskék egy Egészhez. Tábor Béláról (tanulmány)
- 1996 Szubjektív barokk (tanulmány)
- 1997 Veszelszky Béla: az egyetlen kísérlet (tanulmány)
- 1999 Scintilla (versek)
- 2000 Egy halott álmaiból (próza)
- 2000 Paul Klee álomképvilága (tanulmány)

## Műfordításai
- 1950 P. P. Versigora: „Tiszta lelkiismeretű emberek” (Bácskai Tamás fordításának átdolgozása)
- 1952 V. Poltorackij: „Úton és otthon”
- 1953 V. M. Zimenko: „A szovjet arcképfestészet”
- 1955 A. Szerafimovics: „Vasáradat”
- 1959 K. Bruckner: „A Veréb FC”
- 1959 I. A. Krilov: „Mesék” (Szabó Lőrinccel)
- 1963 M. V. Alpatov: „A művészet története”, 1–2. kötet
- 1964 H. Thürk: „A hét hold völgye”
- 1965 Sz. J. Marsak: „Mennyit ér egy esztendő?”
- 1967 B. Danielsson: „Tutajról tutajra”
- 1969 K. G. Pausztovszkij: „Vallomások festőkről”
- 1969 H. Wölfflin: „Művészettörténeti alapfogalmak”
- 1970 L. Welskopf-Henrich: „A Nagy Medve fiai”
- 1971 M. Gilard: „Gálaest a Miniklubban”
- 1971 L. Welskopf-Henrich: „Tokei-ihto visszatér”
- 1973 Moholy-Nagy László: „Az anyagtól az építészetig”
- 1979 V. N. Lazarev: „Bizánci festészet”
- 1985 H. Moore: „A szobrászatról”
- Heinrich Wölfflin: Művészettörténeti alapfogalmak. A stílus fejlődésének problémája az újkori művészetben; ford. Mándy Stefánia, előszó Zádor Anna; Magyar Könyvklub, Bp., 2001